# Cedric (Vorname)
Cedric bzw. Cédric, Cedrik oder Cedrick ist ein männlicher Vorname.

## Herkunft und Bedeutung
Erstmals erwähnt wurde der Name 1820 von Sir Walter Scott in seinem Roman Ivanhoe als Personenname für den Vater Ivanhoes. Laut Encyclopædia Britannica könnte der Name Cedric eine Abwandlung des angelsächsischen Königsnamens Cerdic sein. Die Herkunft des Namens Cerdic ist nicht gesichert, womöglich steht er mit dem britannischen Namen Caratācos in Verbindung, der auf die alte keltische Wurzel *karu „lieben“ zurückgeht.
Eine andere Bedeutung erschließt sich aus den keltischen Wörtern „kad“ (Krieg) und „ric“ (Herrscher), seine Bedeutung wäre somit „Herrscher des Krieges“, „Kriegsherr“.

## Verbreitung
Der Name ist überwiegend im englischen Sprachraum in Gebrauch, sowie im französischen Sprachraum in der Schreibweise Cédric. In Deutschland wurde der Name von Ende der 1980er bis Ende der 2010er Jahre regelmäßig vergeben, erreichte jedoch nur im Jahr 2001 eine Platzierung unter den 50 beliebtesten Jungenvornamen. Die englische Schreibweise Cedric ist in Deutschland die beliebteste, die Varianten Cedrik, Cédric und Cedrick werden deutlich seltener vergeben.
Größere Bekanntheit erlangte der Name durch die Romanfigur Cedric Errol (in deutschen Übersetzungen auch Cedrik Errol) im Roman Der kleine Lord von Frances Hodgson Burnett. In jüngerer Zeit wurde der Name durch Cedric Diggory aus den Harry-Potter-Romanen und Filmen popularisiert.

## Namensträger (alle Varianten)

### Vorname
- Cedric Adderley, US-amerikanischer Musikpädagoge und Komponist
- Cédric Anger (* 1975), französischer Drehbuchautor und Filmregisseur
- Cédric Bakambu (* 1991), französisch-kongolesischer Fußballspieler
- Cedric Baxter (1930–2024), australischer Kunstmaler und Grafiker
- Cedric Bixler-Zavala (* 1974), US-amerikanischer Musiker
- Cédrik Blais (* 1996), kanadischer Eisschnellläufer
- Cedric Brooks (1943–2013), jamaikanischer Musiker
- Cédric Carrasso (* 1981), französischer Fußballspieler
- Cedric Ceballos (* 1969), US-amerikanischer Basketballspieler
- Cedric Coudoro (* 1984), deutscher Handballspieler
- Cédrick Desjardins (* 1985), kanadischer Eishockeyspieler
- Cedric Dubler (* 1995), australischer Zehnkämpfer
- Cédric Dumont (1916–2007), Schweizer Komponist, Dirigent und Autor
- Cedric Eich (* 2000), deutscher Schauspieler und Synchronsprecher
- Cedric Engels (* 1996), deutscher Journalist und Youtuber
- Cédrick Fiston (* 1981), französischer Fußballspieler aus Guadeloupe
- Cedric Gibbons (1893–1960), US-amerikanischer Artdirector
- Cedric Gervais (* 1979), französischer House-DJ und Produzent
- Cédric Gracia (* 1978), französischer Mountainbike-Profi
- Cédric Grand (* 1976), Schweizer Leichtathlet, Bobsportler und Bodybuilder
- Cedric Güthe (* 1965), ehemaliger deutscher Radrennfahrer und nationaler Meister im Radsport
- Cedric van der Gun (* 1979), niederländischer Fußballspieler
- Cedric Hählen (1981–2012), Schweizer Bergsteiger
- Cedric Hardwicke (1893–1964), britischer Film- und Theaterschauspieler sowie Filmregisseur und Filmproduzent
- Cédric Heymans (* 1978), französischer Rugbyspieler
- Cedric Hubbell Whitman (1916–1979), US-amerikanischer Klassischer Philologe
- Cedric Itten (* 1996), Schweizer Fußballspieler
- Cédric Jimenez (* 1976), französischer Filmregisseur, Drehbuchautor und Filmproduzent
- Cédric Kahn (* 1966), französischer Regisseur und Drehbuchautor
- Cédric Kanté (* 1979), malischer Fußballspieler
- Cédric Kipré (* 1996), französisch-ivorischer Fußballspieler
- Cédric Klapisch (* 1961), französischer Regisseur, Schauspieler und Drehbuchautor
- Cedric Kushner (1948–2015), südafrikanisch-amerikanischer Boxpromoter
- Cédric Lachat (* 1984), Schweizer Sportkletterer
- Cédric Makiadi Mapuata, auch Cedrick (* 1984), kongolesischer Fußballspieler
- Cedric Maxwell (* 1955), US-amerikanischer Basketballspieler
- Cedric Morris (1889–1982), britischer Maler und Botaniker
- Cédric Noger (* 1992), Schweizer Skirennfahrer
- Cedric Ochsner (* 1998), Schweizer Skirennfahrer
- Cedric Parkin (* 1962), deutscher Autor, Mystiker, spiritueller Lehrer
- Cédric Pineau (* 1985), französischer Radrennfahrer
- Cédric Pioline (* 1969), französischer Tennisspieler
- Cedric Popkin (1891–1968), australischer Luftabwehr-MG Schütze
- Cedric Price (1934–2003), englischer Architekt
- Cedric Richmond (* 1973), US-amerikanischer Politiker
- Cédric Soares (* 1991), deutsch-portugiesischer Fußballspieler
- Cédric Sorhaindo (* 1984), französischer Handballspieler
- Cedric Sprick (* 1990), deutscher Schauspieler und Tänzer
- Cedric Sundstrom, südafrikanischer Filmregisseur
- Cedric Teuchert (* 1997), deutscher Fußballspieler
- Cédric Tiberghien (* 1975), französischer Pianist
- Cédric Tourbe (* 1972), französischer Dokumentarfilmer
- Cédric Vasseur (* 1970), französischer Radrennfahrer
- Cédric Villani (* 1973), französischer mathematischer Physiker und Mathematiker
- Cedric Wallace (1909–1985), US-amerikanischer Jazz-Bassist
- Cédric Wermuth (* 1986), Schweizer Politiker und Vize-Parteipräsident der SP Schweiz
- Cedric Masey White (1898–1993), britischer Physiker
- Cedrick Wilson Jr. (* 1995), US-amerikanischer American-Football-Spieler

### Doppelname
- Cedrik-Marcel Stebe (* 1990), deutscher Tennisspieler

### Künstlername
- Cedric the Entertainer (* 1964; bürgerlich Cedric Kyles), US-amerikanischer Schauspieler und Komiker

### Fiktive Personen
- Cédric, der Titelheld der gleichnamigen frankobelgischen Comicserie[7]
- Cédric Dupont, Titelheld der französischen Zeichentrickserie Cédric, die lose auf dem Comic basiert[8]
- Cedric Diggory, Hauptfigur in Harry Potter und der Feuerkelch von J.K. Rowling
- Cedric Errol, dt. Cedrik Errol, im Roman Der kleine Lord von Frances Hodgson Burnett
- Sir Cedric of Ivanhoe, Vater des Ivanhoe bei Sir Walter Scott